# Beat '72

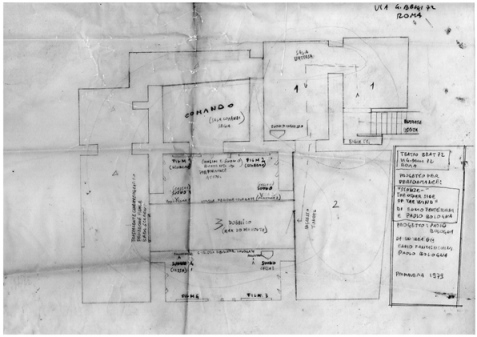
Pianta originale del Teatro Beat '72

Il Beat '72 fu uno dei primi centri teatrali di ricerca dedicato al teatro e alla poesia e ad altre rappresentazioni artistiche, tuttora attivo e in pieno sviluppo, istituito a Roma nel 1964 nei locali di via Belli per intraprendenza di Ulisse Benedetti che ne assunse la direzione per gli anni a seguire. Tra gli artisti che lavorarono e si esibirono al Beat 72 figurano Carmelo Bene, Franco Molé, Cosimo Cinieri, Otello Sarzi. Negli anni a seguire il centro di ricerca organizzerà manifestazioni culturali, festival e rassegne, fornendo in primo luogo promozione e sostegno a un'infinità di artisti tra cui Memè Perlini, Giuliano Vasilicò, Bruno Mazzali, Valentino Orfeo, Simone Carella, Mario Romano, Giorgio Barberio Corsetti, Marco Solari, Paolo Bologna, Federico Tiezzi, Sandro Lombardi, Ennio Fantastichini, Roberto Benigni, Mario Martone, Claudio Boccaccini..